# Flora Villarreal
María Flora Villarreal Medina (Miranda de Ebro; 24 de noviembre de 1893-Madrid; 11 de noviembre de 1977) fue una costurera y diseñadora de moda española, reconocida en el mundo de la moda tanto nacional como internacional.

## Biografía
Nacida en Miranda de Ebro, de padre ferroviario, a los 14 años fue enviada por su familia a Vitoria para aprender el oficio de costurera en el taller de Rosario Landa. A los 24 años, en 1918, Flora Villarreal se instala en Madrid. Al año siguiente se casa con un vitoriano, que será el padre de sus cinco hijos.
Su elitista casa de modas y taller se instaló, después de la Guerra Civil en el Paseo de la Castellana —entonces llamado «Avenida del Generalísimo»— en Madrid, donde trabajó durante más de cinco décadas en alta costura, dedicando su talento a vestidos de ceremonia y de fiesta, así como a sastrería.
En su tarjeta profesional, debajo del nombre Flora Villarreal aparece la palabra «Costura», vocablo más cercano a la 'alta costura' y más distante del concepto de 'modista'. Siendo considerada junto a Cristóbal Balenciaga, con quien mantenía una estrecha relación profesional, la modista más cotizada por la alta sociedad española del momento. Se retiró en 1968, afectada por glaucoma.
En diciembre de 2022, su ciudad natal le dedicó un céntrico jardín en Miranda de Ebro.

## Creaciones
Fue la diseñadora del traje de bodas de Cayetana Fitz-James Stuart, duquesa de Alba, —del primer matrimonio—; el vestido estuvo presente en la exposición del 'Mujeres de blanco' del Museo del Traje. La pieza realizada en raso de color marfil y con encajes antiguos, presenta una cintura marcada y una gran falda compuesta de capas de tul superpuestas; la duquesa lo acompañó con un velo de tul ilusión.
Algunas de sus prendas están conservadas en las colecciones del Museo de Traje en Madrid. Al menos uno de sus modelos de novia se puede ver junto a modelos de Balenciaga o Pertegaz, como el donado por María Jesús Martín-Artajo Saracho. Este modelo se presenta con el nombre Vestido Esterilla de seda, el vestido de corte camisero se incorpora al vestuario ceremonial por influencia directa del artista Balenciaga que influyó en la diseñadora, y a quien conoció en París. El traje se elaboró en 1954 en línea Nueva York. El vestido de corte camisero se incorpora así al vestuario.

### Citas
1. 1 2 3 4  Herranz Rodríguez, Concha; Seco Serra, Irene (2008). «Flora Villareal y su contribución a la moda española». Indumenta. Revista del Museo del Traje 1 (1): 58-83. ISSN 1888-4555. Archivado desde el original el 18 de mayo de 2018. Consultado el 24 de enero de 2015.
2. ↑  Enciclopedia General Ilustrada del País Vasco. San Sebastián: Auñamendi. 2001. p. 286.
3. ↑  «Exposición blancas y radiantes». El Mundo. Madrid. Europa Press. 7 de noviembre de 2007. Consultado el 25 de enero de 2015.
4. ↑  Catálogo de la exposición Mujeres de Blanco. Trajes de novia en las colecciones del Museo del Traje. Ministerio de Cultura. 2007.

- Datos: Q18922466